# Ланская улица
Ланска́я улица — улица в Приморском районе Санкт-Петербурга, проходящая от Ланского шоссе до улицы Матроса Железняка, вдоль ветки железной дороги Санкт-Петербург — Выборг — Хельсинки.

## История
Улица появилась в 1906 году. Её название, как и некоторые другие топонимы этого исторического района Санкт-Петербурга, связано с фамилией дворянского рода Ланских, с конца XVIII века владевших обширным участком земли между Чёрной речкой и Выборгской дорогой.
В 1960—1980-е годы на Ланской улице находилось кольцо нескольких автобусных маршрутов, следовавших в пригороды Ленинграда — №№ 99 (в Бугры), 261 (в Юкки), 267 (в Торфяное), 273 (в пос. Каменка).

## Пересечения
- Ланское шоссе
- улица Матроса Железняка